# Керча Юрій Юрійович
Юрій Юрійович Керча (3 січня 1936, с. Страбичово — 6 березня 2015, м. Київ) — український науковець-хімік, член-кореспондент НАН України, професор, доктор хімічних наук. Заслужений діяч науки і техніки України, академік Української технологічної академії, лауреат премії НАН України імені Л. В. Писаржевського та премії імені А. І. Кіпріанова НАН України, почесний Доктор Ужгородського національного університету, заступник директора з наукової роботи та завідувач відділу модифікації полімерів Інституту хімії високомолекулярних сполук НАН України.

## Життєпис
Юрій Юрійович Керча народився 3 січня 1936 р. в с. Страбичово, Мукачівського району, Закарпатської обл. Навчався у Страбичівській семирічній школі, а в 1953 р. закінчив Мукачівську СШ № 16 і в тому ж році вступив на хімічний факультет Ужгородського державного університету.
Після закінчення вузу з 1958 до 1960 р. працював інженером-хіміком у хімічній лабораторії ґрунтово-дослідної партії УжДУ. У 1960—1963 рр. Ю. Ю. Керча навчався В аспірантурі Інституту фізіології рослин АН УРСР (М. Київ). За цей час у Відділі полімерів виконав і у 1963 р. захистив Дисертаційну роботу на здобуття вченого ступеня кандидата хімічних наук.
3 1963 р. Ю. Ю. Керча працює в Інституті хімії високомолекулярних сполук НАН України молодшим науковим співробітником, старшим науковим співробітником (1966 р.), завідувачем лабораторії (1971 р.), завідувачем відділу (1975 р.), заступником Директора з наукової роботи (1978 р.).
Наукове звання старшого наукового співробітника йому присвоюється у 1968 р. У 1973 р. Ю. Ю. Керча захищає дисертаційну роботу за темою ,,Структура та властивості поліуретанів і вплив на них дисперсних наповнювачів" і стає доктором хімічних наук. У 1981 р. йому присвоюється вчене звання професора. У 1990 р. Ю. Ю. Керча обирається членом-кореспондентом НАН України, а в 1993 р. — академіком Української технологічної академії.Тривалий час Ю. Ю. Керча обіймає за сумісництвом посаду професора в Харківському політехнічному інституті, де читав курс лекцій з колоїдної хімії полімерів. З 2005 року він є почесним Доктором Ужгородського національного університету.

Могила Юрія Керчі

Помер в Києві на 80-му році життя 6 березня 2015 року. Похований у колумбарії Байкового кладовища (50°24′58.30″ пн. ш. 30°30′6.80″ сх. д. / 50.4161944° пн. ш. 30.5018889° сх. д.).

## Науковий доробок
Ю. Ю. Керча — відомий вчений-хімік у галузі високомолекулярних сполук, зокрема, провідний фахівець з фізикохімії та модифікації поліуретанів, які є найбільш універсальним класом високомолекулярних сполук. Під його керівництвом і за його участі виконані піонерські дослідження структури, кінетичних, термодинамічних, пружно-єластичних та інших властивостей поліуретанів та їх систем. Встановлено основні закономірності взаємозв'язку хімічної будови зі структурою та властивостями цих полімерів, шляхи їх спрямованого регулювання та модифікації.
Встановлено, зокрема, що специфічність поліуретанових еластомерів, яка виявляється у широких можливостях регулювання їхніх пружно-еластичних властивостей, високій стійкості достирання, здатності до самозаліковування дефектів при деформації та ін., є наслідком високої рухомості сітки вторинних фізичних зв"язків, зумовлених наявністю різних за природою та кількістю, здатних до специфічних взаємодій, функціональних груп, а також високою термодинамічною гнучкістю олігомерних складових їх макроланцюгів. Вивчено характер сегрегаційних процесів і мікрогетерогенну структуру поліуретанових йономерів, пов'язаних із виникненням у них нових типів міжмолекулярних фізичних зв"язків.
Встановлено особливості впливу на кінетику кристалізації та термодинаміку деформації поліуретанів різної хімічної будови та фазового стану, гідрофільних і гідрофобних дисперсних наповнювачів. Виявлено ефект опосередкованого підсилення сегментованих поліуретанів дисперсними наповнювачами, який полягає у тому, що наповнювач, сприяючи сегрегації жорстких блоків, зміцнює таким чином жорсткі домени, які виконують роль вузлів фізичної сітки у полімерній системі та ін. Розроблено наукові основи та сформульовано основні принципи структурно-хімічної модифікації вуглеводневих та уретанвмісних еластомерів, що базуються на використанні при модифікації реакційноздатних і функціональних олігомерів і їх систем, дія яких спрямована на регулювання мікроґетерогенності системи, її підсилення, функціоналізацію.
Дослідження Ю. Ю. Керчі спрямовані на обґрунтування наукових засад формування функціональних полімерних композитів і на створення біодеґрадабельних полімерних матеріалів із використанням природних полімерів. Фундаментальні дослідження Юрія Юрійовича практично цілеспрямовані і взяті за основу при розробці функціональних полімерних матеріалів із покращеними експлуатаційними характеристиками для потреб різних галузей промисловості, машинобудування, побуту, зокрема, монолітних і Мікропористих еластомерних матеріалів, отримуваних за технологією реакційно-інжекційного формування тощо.
Ю. Ю. Керча був заступником голови Вченої ради Інституту хімії високомолекулярних сполук НАН України та спеціалізованої вченої ради із захисту докторських дисертацій при ІХВС НАН України, головою Наукової ради НАН України з проблеми «Хімія і модифікація полімерів», секції «Хімія і технологія полімерів» Українського хімічного товариства, заступник головного редактора «Полімерного журналу», а також членом відділення хімії НАН України, секції «Полімерні матеріали» Наукової ради з нових матеріалів Міжнародної асоціації Академій наук, редакційної колегії журналу «Полимеры-деньги», спеціалізованої вченої ради із захисту докторських дисертацій при нституті колоїдної хімії та хімії води імені А. В. Думанського НАН України.
Протягом тривалого періоду Юрій Юрійович обіймав посаду заступника голови експертної ради з органічної хімії ВАК України, а також був членом спеціалізованих вчених рад із захисту докторських дисертацій при Київському національному університеті імені Тараса Шевченка та Київському національному університеті технологій і дизайну. Йому завдячують своїм науковим становленням 4 доктори та 13 кандидатів наук.

## Премії та відзнаки
- 1987 р. Премія імені Л. В. Писаржевського Серія робіт «Хімія та фізико-хімія поліуретанів сегментної будови» [Архівовано 4 Травня 2018 у Wayback Machine.]
- 1996 Премія імені А. І. Кіпріанова Серія праць «Структурно-хімічна модифікація еластомерів»
- 1996 Заслужений діяч науки і техніки України

Успіхи Юрія Юрійовича у науковій та науково-організаційній роботі відзначені орденом Дружби народів, трьома Державними медалями та трьома Почесними грамотами Президії НАН України та ЦК профспілки працівників НАН України, Подяками ВАК України, Київської Міської держадміністрації. Ю. Ю. Керча нагороджений орденом «За розбудову України» імені Михайла Грушевського ІУ ступеня, заснованого НАН України, Міжнародною Георгієвською Академією безпеки і права та МАРТІС «Золота Фортуна».

## Список основних публікацій
Ю. Ю. Керча автор і співавтор понад 450 наукових праць, зокрема 5 монографій та 21 авторського свідоцтва СРСР і патентів України на винаходи.
- Список наукових праць Керчі Ю. Ю. в Scopus
- Список наукових праць Керчі Ю. Ю. в google scholar
- Покажчик друкованих праць Керчі Ю. Ю.

[Архівовано 30 Березня 2018 у Wayback Machine.]
- Липатов Ю. С., Керча Ю.Ю, Сергеева Л. М. структура и свойства полиуретанов. Киев: Наук. Думка, 1970. — 280 с.
- Керча Ю. Ю. Физическая химия полиуретанов. — Киев: Наук. думка, 1979. — 224 с.
- Ватулев В. Н.., Лаптий С. В., Керча Ю. Ю. Инфракрасные спектры и структура полиуретанов. — Киев: Наук. Думка, 1987. — 188 с.
- Ю. Ю. Кєрча, З. В. Онищенко, В. С. Кутянина, Л. А. Шелковникова Структурно-химическая модификация эластомеров. Киев: Наук. думка, 1989. 232 с.
- Штомпель В. И., Керча К).Ю. Структура линейных полиуретанов. Киев: Наук. Думка, 2008. — 248 с.
- Charnetskaya, A. G., Polizos, G., Shtompel, V. I., Privalko, E. G., Kercha, Y. Y., & Pissis, P. (2003). Phase morphology and molecular dynamics of a polyurethane ionomer reinforced with a liquid crystalline filler. European polymer journal, 39(11), 2167—2174. https://doi.org/10.1016/S0014-3057(03)00136-8
- Privalko, V. P., Lipatov, Y. S., Kercha, Y. Y. (1970). Calorimetric study of the phase boundary effect on oligo-ethylene glycol adipate (OEGA) properties. Polymer Science USSR, 12(6), 1520—1529.
- Privalko, V. P., Lipatov, Y. S., Kercha, Y. Y., MOZZHUKH. LV. (1971). Calorimetric investigation of filled linear polyurethanes . Vysokomolekulyarnye soedineniya section A, 13(1), 103.